# Eroe (storia di Luigi delle Bicocche)
Eroe (storia di Luigi delle Bicocche) è un singolo del rapper italiano Caparezza, pubblicato il 28 marzo 2008 come primo estratto dal quarto album in studio Le dimensioni del mio caos.

## Descrizione
Tratta di un operaio precario, Luigi delle Bicocche appunto, che, nonostante le varie difficoltà che incontra (tra cui la tentazione di giocare al video poker e di chiedere prestiti agli usurai) riesce a mandare avanti una famiglia, che secondo il rapper è una cosa eroica nei nostri giorni. Il brano contiene inoltre numerosi riferimenti a vari personaggi e avvenimenti, come Erich Priebke (definito «ex SS novantatreenne») o la vicenda del casinò di Campione d'Italia che coinvolse Vittorio Emanuele di Savoia.
Questo è anche il primo brano di Caparezza a far parte della colonna sonora di un film, ovvero il film del 2009 Fuga dal call center di Federico Rizzo.

## Video musicale
Nel videoclip Caparezza rappresenta, usando una metafora, la vita difficile degli operai e dei lavoratori sottopagati attraverso un cappio al collo che non si stacca, facendoli soffrire ma allo stesso tempo senza dare il colpo di grazia. Solo a fine video il protagonista si libera del cappio. Durante il video vengono anche inscenati alcuni "eroi" vestiti con costumi di cartone.
Il video è stato girato nelle Dune di Piscinas (Arbus), in Sardegna. Sono infatti riconoscibilissimi alcuni dettagli come le alte dune di sabbia e il rio Piscinas, meglio conosciuto come «fiume Rosso» a causa del colore rossastro dell'acqua per via dei residui minerari disciolti.

## Tracce
1. Eroe (storia di Luigi delle Bicocche) (Radio Edit) – 3:41
2. Eroe (storia di Luigi delle Bicocche) – 4:07

## Formazione
Musicisti
- Caparezza – voce
- Rino Corrieri – batteria acustica
- Giovanni Astorino – basso elettrico, violoncello
- Alfredo Ferrero – chitarra, banjo
- Gaetano Camporeale – Fender Rhodes, Wurlitzer, Hammond, fisarmonica
- I Cantori Nesi – cori
  - Roberta Magnetti
  - Roberta Bacciolo
  - Elena Bacciolo
  - Marino Paira
  - Silvano Borgata
  - Claudio Bovo
  - Bip Gismondi
- Saverio Squeo – tromba
- Michele Kalamera – voce narrante

Produzione
- Carlo U. Rossi – produzione artistica, registrazione, missaggio
- Caparezza – produzione artistica, preproduzione
- Claudio Ongaro – produzione esecutiva
- Antonio Baglio – mastering

## Classifiche
| Classifica (2008) | Posizione massima |
| ----------------- | ----------------- |
| Italia            | 10                |